# Блини
Блини (такође познати и као блинчики, блинци; рус. блины, блинчики, блинцы) врста је танке палачинке из Русије. Честе су у источној и средњој Европи. Постоји верзије са и без квасца.
Реч „блин” долази од старословенске речи „млинъ”.
Први словенски народи симболично су блине сматрали симболом Сунца, због округлог облика. Највише се припремају у дану пре почетка коризме, који се зове Масленица и слична је покладама. Оно што је крафна на Западу, то су блини на Истоку, пре почетка коризме на крају покладнога раздобља. Ова традиција је усвојена од стране Православне цркве, а спроводи се и данас. Блини се такође једу у спомен на недавно преминуле.
Традиционални руски блини праве се с тестом од квасца, које је остављено да нарасте и затим се разреди хладном или кипућом водом или млеком. Када се разреде кипућом водом, називају се „заварније блини”. Традиционално се блини пеку у пећници. Данас се чешће прже у тигању, као и палачинке.
Палачинке од теста без квасца (обично направљено од брашна, млека и јаја) такође су честе у Русији, где се зову „блинчики”. Све врсте брашна могу да се користе за израду блина: од пшеничног и хељдиног до зобеног и просог, иако је од пшенице најпопуларније.
Под називом „блинци” уживају популарност у САД од стране источноевропских и јеврејских досељеника, који их користе и у јеврејској кухињи. Иако нису део нити једног специфичног религијског обреда у јудаизму, блинци пуњени с надевом од сира, а затим пржени у уљу послужују се на јеврејске празнике попут Хануке и Шавоута.